# Polyblastiopsis
Polyblastiopsis is een geslacht in de familie Thelenellaceae. De typesoort is Polyblastiopsis sericea.

## Soorten
Volgens Index Fungorum bevat dit geslacht 57 soorten (peildatum december 2021):
| Soortnaam                      | Auteur(s)                  | Publicatiejaar |
| ------------------------------ | -------------------------- | -------------- |
| Polyblastiopsis alba           | (Müll. Arg.) Zahlbr.       | 1922           |
| Polyblastiopsis alboatra       | Zahlbr.                    | 1907           |
| Polyblastiopsis ascidioides    | (Nyl.) Zahlbr.             | 1922           |
| Polyblastiopsis assamensis     | M. Choisy                  | 1954           |
| Polyblastiopsis augescens      | (Nyl.) Zahlbr.             | 1922           |
| Polyblastiopsis bella          | Zahlbr.                    | 1927           |
| Polyblastiopsis caesiella      | (Müll. Arg.) Zahlbr.       | 1922           |
| Polyblastiopsis carrollii      | (Mudd) Zahlbr.             | 1921           |
| Polyblastiopsis cinereoglauca  | (Vain.) Zahlbr.            | 1931           |
| Polyblastiopsis coarctata      | (Stirt.) Zahlbr.           | 1922           |
| Polyblastiopsis cordeiroi      | (Harm.) Zahlbr.            | 1931           |
| Polyblastiopsis dealbens       | Fink ex J. Hedrick         | 1934           |
| Polyblastiopsis dispora        | (Müll. Arg.) Zahlbr.       | 1922           |
| Polyblastiopsis drummondii     | (Tuck.) Zahlbr.            | 1922           |
| Polyblastiopsis elactescens    | (Nyl.) Zahlbr.             | 1922           |
| Polyblastiopsis endochrysoides | (Vain.) Zahlbr.            | 1932           |
| Polyblastiopsis euthelia       | (Nyl.) Upreti & Ajay Singh | 1987           |
| Polyblastiopsis fallacissima   | (Stizenb.) Zahlbr.         | 1922           |
| Polyblastiopsis fallaciuscula  | (Müll. Arg.) Zahlbr.       | 1922           |
| Polyblastiopsis fauriei        | Zahlbr.                    | 1944           |
| Polyblastiopsis floridana      | Fink                       | 1933           |
| Polyblastiopsis geminella      | (Nyl.) Zahlbr.             | 1903           |
| Polyblastiopsis gregantula     | (Müll. Arg.) Zahlbr.       | 1922           |
| Polyblastiopsis grummannii     | Erichsen                   |                |
| Polyblastiopsis guineensis     | (Nyl.) Zahlbr.             | 1922           |
| Polyblastiopsis haematochroa   | Hue                        | 1914           |
| Polyblastiopsis intrusa        | (Nyl.) Zahlbr.             | 1922           |
| Polyblastiopsis lactea         | (A. Massal.) Zahlbr.       | 1903           |
| Polyblastiopsis luteonitens    | (Nyl.) Ajay Singh          | 1982           |
| Polyblastiopsis maroccana      | Werner                     | 1955           |
| Polyblastiopsis myrticola      | B. de Lesd.                | 1923           |
| Polyblastiopsis naegelii       | (Hepp) Zahlbr.             | 1903           |
| Polyblastiopsis naevoides      | (Norman) Zahlbr.           | 1922           |
| Polyblastiopsis navioides      | (Norman) Zahlbr.           | 1922           |
| Polyblastiopsis negrosensis    | Herre                      | 1953           |
| Polyblastiopsis nudata         | (Müll. Arg.) Zahlbr.       | 1922           |
| Polyblastiopsis passerina      | (Norman) Zahlbr.           | 1922           |
| Polyblastiopsis perfragilis    | (Nyl.) Zahlbr.             | 1931           |
| Polyblastiopsis pertusarina    | Zahlbr.                    | 1933           |
| Polyblastiopsis pertusarioidea | (Kremp.) Zahlbr.           | 1922           |
| Polyblastiopsis pustulosa      | Zahlbr.                    | 1922           |
| Polyblastiopsis pyriformis     | C.W. Dodge                 | 1953           |
| Polyblastiopsis quercicola     | Brodo                      | 1968           |
| Polyblastiopsis rappii         | Zahlbr.                    | 1935           |
| Polyblastiopsis sphaerotheca   | (Norman) Zahlbr.           | 1922           |
| Polyblastiopsis subargentea    | Zahlbr.                    | 1944           |
| Polyblastiopsis subericola     | B. de Lesd.                | 1924           |
| Polyblastiopsis sublactea      | (Nyl.) Zahlbr.             | 1922           |
| Polyblastiopsis swinscowii     | Riedl                      | 1979           |
| Polyblastiopsis thelocarpoides | (Kremp.) Zahlbr.           | 1903           |
| Polyblastiopsis tichospora     | (C. Knight) Zahlbr.        | 1922           |
| Polyblastiopsis transwaalensis | (Müll. Arg.) Zahlbr.       | 1922           |
| Polyblastiopsis trichospora    | (C. Knight) Zahlbr.        | 1922           |
| Polyblastiopsis tropica        | (Müll. Arg.) Zahlbr.       | 1925           |
| Polyblastiopsis velata         | (Müll. Arg.) Zahlbr.       | 1922           |
| Polyblastiopsis verruculosa    | (Müll. Arg.) Zahlbr.       | 1922           |
| Polyblastiopsis yasudae        | (Vain.) M. Satô            | 1943           |